# Piper magnificum
Piper magnificum är en pepparväxtart som beskrevs av William Trelease. Piper magnificum ingår i släktet Piper och familjen pepparväxter. Inga underarter finns listade i Catalogue of Life.